# Hervé Revelli
Hervé Revelli (Verdun, 5 de maig def 1946) fou un futbolista francès de la dècada de 1970. El seu germà Patrick Revelli també fou futbolista.
Destacà com a jugador de AS Saint-Étienne, OGC Nice i la selecció francesa. Posteriorment fou entrenador, entrenant la selecció de Benín.

## Palmarès
Saint-Étienne
- Ligue 1: 1966–67, 1967–68, 1968–69, 1969–70, 1973–74, 1974–75, 1975–76
- Coupe de France: 1969–70, 1973–74, 1974–75, 1976–77